# 1187 Afra
1187 Afra är en asteroid i huvudbältet som upptäcktes den 6 december 1929 av den tyske astronomen Karl Wilhelm Reinmuth. Asteroidens preliminära beteckning var 1929 XC. Bakgrunden till det egennamn den senare fick är okänt.
Afras senaste periheliepassage skedde den 17 oktober 2019.[Uppdatering behövs] Dess rotationstid har beräknats till 14,07 timmar.